# Peter Tobin
 (Johnstone, 27 agosto 1946 – Edimburgo, 8 ottobre 2022) è stato un serial killer britannico condannato per una serie di reati sessuali e omicidi a tre pene detentive a vita, per tre crimini commessi tra il 1991-2006.
Si è ipotizzato che potesse anche essere responsabile degli omicidi di altre tre donne a Glasgow commessi fra il 1968 e il 1969 e ascrivibili a Bible John, soprannome dato a un serial killer mai identificato.